# Prowincja Wenecja
Prowincja Wenecja (wł. Provincia di Venezia) – nieistniejąca już prowincja we Włoszech. 
Nadrzędną jednostką podziału administracyjnego był region Wenecji Euganejskiej, a podrzędną gmina.
Działała do 31 sierpnia 2015 i została zastąpiona przez miasto metropolitalne Wenecja.
Liczba gmin w prowincji: 44.